# Ferrari (film)
Ferrari è un film del 2023 diretto da Michael Mann.
La pellicola, adattamento cinematografico della biografia del 1991 Enzo Ferrari: The Man and the Machine scritta da Brock Yates, narra le vicende che nel 1957 coinvolsero Enzo Ferrari, interpretato da Adam Driver.

## Trama
Nell'estate del 1957, l'imprenditore ed ex pilota automobilistico italiano Enzo Ferrari è in crisi: l'attività che ha costruito in dieci anni, partendo da zero, corre il rischio della bancarotta, ed il matrimonio con la moglie Laura Garello è in rotta a seguito della perdita prematura del figlio ventiquattrenne Dino (morto l'anno precedente) e della scoperta che Enzo ha avuto un secondo figlio, Piero, nato nel 1945 da una relazione extraconiugale con Lina Lardi. Enzo decide di contrastare le sue amarezze scommettendo tutto su un'unica corsa lunga 1.600 km che attraversa l'Italia, da Brescia a Roma e ritorno: l'iconica Mille Miglia. La Scuderia Ferrari iscrive alla corsa quattro vetture Sport, guidate dai piloti Piero Taruffi, Wolfgang von Trips, Peter Collins ed Alfonso de Portago. A pochi chilometri dall'arrivo, tuttavia, de Portago e il suo navigatore Edmund Nelson sono vittime di un terribile incidente mortale a Guidizzolo, che causa anche la morte di 9 spettatori (di cui 5 bambini).
Tra gli altri piloti Ferrari, invece, il veterano Taruffi completa il giro di Brescia e vince la gara, mentre von Trips arriva secondo. La Ferrari viene incolpata dai media per l'incidente mortale di de Portago e Laura incassa il suo assegno per corrompere i giornalisti. Laura quindi cede i diritti completi dell'azienda, chiedendo in cambio che Enzo si astenga dal dare a Piero il cognome Ferrari almeno fino a dopo la sua morte. Enzo accetta e in seguito porta Piero sulla tomba del fratellastro Dino.

## Produzione
Negli anni '90, l'idea di un film su Enzo Ferrari fu suggerita dal produttore Cecchi Gori a Sydney Pollack, il quale, grande amante delle auto sportive di Maranello, dopo aver contattato il regista Michael Mann, auspicava di affidare il ruolo protagonista del film a Robert De Niro. Il progetto ha poi passato anni di programmazioni, ripensamenti, cancellazioni e rinvii, in particolare negli anni 2000 fino al definitivo via libera arrivato nel giugno 2020, con l'inizio delle riprese programmato per l'aprile 2021.
Nel febbraio 2022 il ruolo di Enzo Ferrari è stato affidato ad Adam Driver, con Penélope Cruz e Shailene Woodley che si sono unite al cast. A luglio anche Gabriel Leone, Sarah Gadon, Jack O'Connell e Patrick Dempsey si sono uniti al cast.

### Riprese
Le riprese sono iniziate ad agosto 2022 e si sono protratte sino a fine ottobre, interessando i comuni di Brescia, Novellara, Reggio Emilia, Parma (Corso Canalgrande e Piazza Roma) e in generale della provincia di Modena. Ulteriori riprese sono state effettuate in Piemonte, all'autodromo di Morano sul Po (abbandonato da decenni e parzialmente riallestito per l'occasione), e in Abruzzo, nelle aree montane del Gran Sasso e di Campo Imperatore.
Il budget del film è stato di 90 milioni di dollari.

## Promozione
Nell'ottobre 2022 sono state diffuse le prime due immagini ufficiali del film, mentre il primo trailer è stato diffuso il 30 agosto 2023.

## Distribuzione
Il film è stato presentato in concorso all'80ª Mostra internazionale d'arte cinematografica di Venezia il 31 agosto 2023. È stato distribuito nelle sale cinematografiche italiane a partire dal 14 dicembre 2023 ed in quelle statunitensi dal 25 dicembre dello stesso anno.

## Accoglienza

### Incassi
Il film ha incassato 18550028 $ in Nordamerica e 24782946 $ nel resto del mondo, per un totale di 43332974 $.

### Critica
Su Rotten Tomatoes 262 critici esprimono un gradimento del 73%, con un voto medio di 6.6/10; su Metacritic il voto medio di 55 critici è 73/100.

## Riconoscimenti
- 2023 - Gotham Independent Film Awards[27]
  - Candidatura per la miglior interpretazione da non protagonista a Penélope Cruz
- 2023 - Mostra internazionale d'arte cinematografica[21]
  - In concorso per il Leone d'oro
- 2023 - National Board of Review[28]
  - Migliori dieci film dell'anno
- 2024 - British Academy Film Awards[29]
  - Candidatura al miglior sonoro
- 2024 - Satellite Award[30]
  - Candidatura al miglior film drammatico
  - Candidatura alla miglior attrice in un film drammatico a Penélope Cruz
  - Candidatura alla migliore fotografia a Erik Messerschmidt
  - Candidatura al miglior suono
  - Candidatura alla migliore scenografia a Maria Djurkovic e Sophie Phillips
- 2024 - Screen Actors Guild Award[31]
  - Candidatura alla migliore attrice non protagonista cinematografica a Penélope Cruz